# Tribute to Rejestracja
Tribute to Rejestracja – tribute album nagrany przez różnych wykonawców zawierający covery punkrockowej grupy Rejestracja. Płytę wydano w trzech formatach (CD, płyta gramofonowa i kaseta magnetofonowa). W skład supergrupy powołanej do nagrania tej płyty weszło kilkanaście osób z polskiego środowiska punk:
- Piotr Michaś „Misiu” (Reżim, 1125) – gitara basowa,
- Piotr Skotnicki „Skoda” (Rangers, Włochaty) – gitara elektryczna,
- Sławomir Sypniewski – perkusja,
- Dawid Gappa (1125) – gitara elektryczna
- wokaliści:
  - „Czaszka” (Reżim)
  - Wojciech Krawczyk „Wojtas” (Homomilitia)
  - „Pestka” (Schizma)
  - Rafał Wróblewski „Wróbel” (1125)
  - „Grabaż” (Pidżama Porno)
  - „Matoł” (Apatia)
  - „Nika” (Post Regiment)
  - „Kelner” (Deuter, Izrael).

Inicjatorem projektu i osobą odpowiedzialną za dobór piosenek był „Misiu”. Większość utworów pochodzi z lat 1982 i 1983.

## Lista utworów
1. „Intro”
2. „Wokół nas” (Matoł)
3. „Reagan” (Czaszka)
4. „Nigdy więcej faszyzmu” (Pestka)
5. „Walka o siebie” (Wojtas)
6. „Przed ekranami” (Grabaż)
7. „Bez przyszłości” (Nika)
8. „Głośny niemowa” (Wojtas)
9. „Dla kogo jest przemoc” (Kelner)
10. „Armia” (Pestka)
11. „Nie dajmy nadejść burzy” (Grabaż)
12. „Kontrola” (Matoł)
13. „Struna śmierci” (Nika)
14. „Wariat” (Wróbel)
15. „Nowa generacja” (Kelner)
16. „Fikcyjne rządy” (Wojtas)
17. „Śmierć to ucieczka” (Czaszka)
18. „Bezprawie” (Wróbel)